# Sagra (kommun)
Sagra är en kommun i Spanien.   Den ligger i provinsen Provincia de Alicante och regionen Valencia, i den östra delen av landet, 400 km sydost om huvudstaden Madrid. Antalet invånare är 446. Arean är 5,6 kvadratkilometer. Sagra gränsar till Pego, Ráfol de Almunia och Tormos. 
Terrängen i Sagra är platt åt sydost, men åt nordväst är den kuperad.